# Duke of York's Theatre
Il Duke of York's Theatre è un teatro del West End situato in St Martin's Lane, nella City of Westminster. Ha aperto il 10 settembre del 1892 col nome di Trafalgar Theatre, con l'opera Wedding Eve, e fu costruito per Frank Wyatt e sua moglie, Violet Melnotte.
Il teatro divento famoso come Trafalgar nel 1894 e l'anno seguente cambiò il nome in Duke of York's in onore del futuro re Giorgio V.
Giacomo Puccini scrisse il dramma Madama Butterfly dopo aver assistito alla rappresentazione dell'opera Miss Hobbs di Jerome K. Jerome in questo teatro, nel 1900. Il 27 dicembre 1904, in questo teatro venne messo in scena per la prima volta Peter Pan di J. M. Barrie. Molti famosi attori britannici hanno calpestato questo palcoscenico, incluso Basil Rathbone, che recitò nel ruolo di Alfred de Mussett in Madame Sand nel giugno 1920, e di nuovo nel novembre 1932 nel ruolo del Gentiluomo Sconosciuto in Tonight or Never.
La Capital Radio acquistò la proprietà del teatro alla fine degli anni settanta e iniziò i lavori di ristrutturazione. Il teatro fu inaugurato nel febbraio del 1980 con l'opera Rose con Glenda Jackson. Infine, nel 1992, il teatro è diventato di proprietà dell'Ambassador Theatre Group.

## Il teatro oggi
Oggi, il teatro è il quartier generale dell'Ambassador Theatre Group. La prossima produzione sarà una riproposizione di In Celebration con la star di Hollywood Orlando Bloom nel ruolo principale.

## Produzioni recenti e attuali
- After Mrs Rochester (22 luglio 2003 - 25 ottobre 2003) di Polly Teale
- Sweet Panic (12 novembre 2004 - 7 febbraio 2004) di Stephen Poliakoff
- Calico (3 marzo 2004 - 3 aprile 2004) di Michael Hastings
- The Holy Terror (14 aprile 2004 - 8 maggio 2004) di Simon Gray
- Dirty Blonde (16 giugno 2004 - 28 agosto 2004) di Claudia Shear
- Journey's End (5 ottobre 2004 - 19 febbraio 2005) di R.C. Sherriff
- The Dresser (28 febbraio 2005 - 14 maggio 2005) di Ronald Harwood, con Nicholas Lyndhurst e Julian Glover
- Hedda Gabler (27 maggio 2005 - 6 agosto 2005) di Henrik Ibsen, con Eve Best and Iain Glen
- Tom, Dick and Harry (23 agosto 2005 - 29 ottobre 2005) di Ray Cooney e Michael Cooney, con Joe, Stephen e Mark McGann
- I Am My Own Wife (10 novembre 2005 - 10 dicembre 2005) di Doug Wright, con Jefferson Mays
- Embers (1º marzo 2006 - 24 giugno 2006) di Sándor Márai, adattato da Christopher Hampton, con Jeremy Irons e Patrick Malahide
- Eh Joe (27 giugno 2006 - 15 luglio 2006) di Samuel Beckett, con Michael Gambon
- Rock 'N' Roll (22 luglio 2006 - 24 febbraio 2007) di Tom Stoppard, con David Calder, Emma Fielding, Dominic West e Rufus Sewell
- Little Shop of Horrors (12 marzo 2007 - 23 giugno 2007) di Alan Menken, con Sheridan Smith, Paul Keating e Alistair McGowan
- In Celebration (5 luglio 2007 - ) di David Storey, con Orlando Bloom, Tim Healy, Lynda Baron, Gareth Ferr e Dearblah Malloy